# Fried Lübbecke

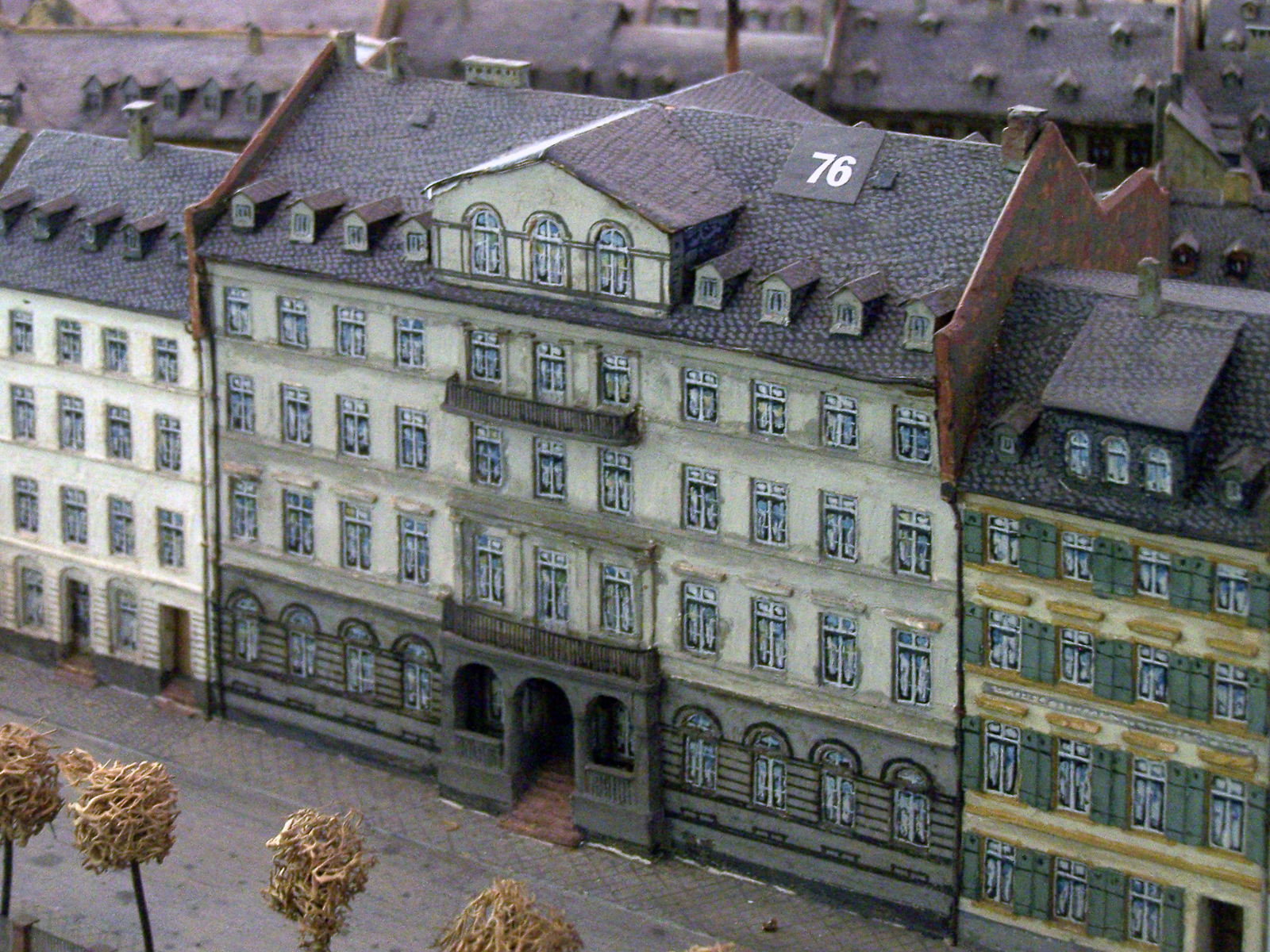
Fried Lübbeckes letzter Frankfurter Wohnsitz, die Schöne Aussicht 16, in Treuners Altstadtmodell

August Friedrich Krono, gen. Fried Lübbecke (* 3. Juli 1883 in Wittenberge; † 25. Oktober 1965 in Bad Homburg vor der Höhe) war ein deutscher Kunsthistoriker.

## Leben
Lübbecke war der Sohn eines Bahnbeamten. Nach zahlreichen Wohnsitz- und Schulwechseln in der Jugend erwarb er 1897 den Einjährigenabschluss am Christianeum in Altona und fuhr anschließend auf einem Fischdampfer zur See. Nach kurzer Zeit bezog er jedoch wieder das Gymnasium und legte 1904 die Reifeprüfung in Stade ab. Er studierte Theologie und Kunstgeschichte in Tübingen, München und Bonn, wo er 1908 er mit einer Dissertation über Die gotische Kölner Plastik promovierte. 1909 heiratete er die in Bonn geborene Pianistin Emma Job (1888–1982). Nach einer Zeit als Zeichenlehrer an der Staatlichen Zeichenakademie in Hanau zog er 1911 berufsbedingt nach Frankfurt am Main, wo er unter anderem als Journalist, Buchautor und Direktor der Kunstmesse arbeitete.

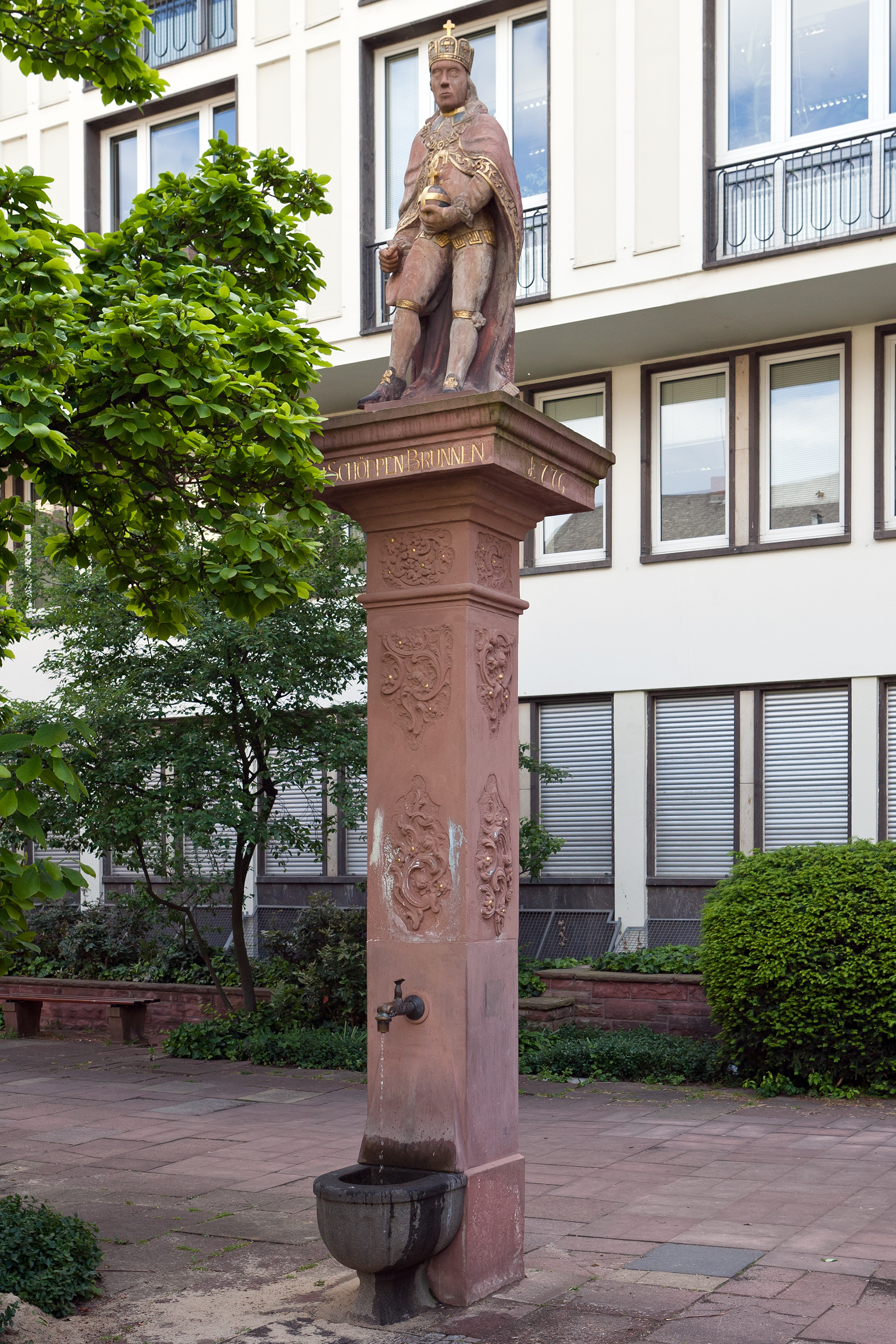
Schöppenbrunnen in der Fried-Lübbecke-Anlage in Frankfurt am Main

1922 gründete er den Bund tätiger Altstadtfreunde, der sich die Erhaltung und Sanierung der Frankfurter Altstadt zur Aufgabe machte. Lübbecke förderte unter anderem die Arbeit an dem Altstadtmodell der Brüder Treuner und veranlasste die Freilegung der Ratgeb-Fresken im Karmeliterkloster. Von 1916 bis zur Zerstörung der Altstadt am 22. März 1944 bewohnte er das klassizistische Haus Schöne Aussicht 16, in dem vorher unter anderem Arthur Schopenhauer und Tycho Mommsen gelebt hatten. Sein Engagement für die Sanierung vernachlässigter Altstadthäuser und für die durch Inflation und Weltwirtschaftskrise in Not geratenen Altstadtbewohner brachte ihm den Beinamen „Altstadtvater“ ein. Seine Veröffentlichungen, vor allem die mit Paul Wolff zwischen 1923 und 1932 geschaffenen Fotobände, rückten die Altstadt wieder ins Bewusstsein der Frankfurter Öffentlichkeit. 1924 gründete er für die Altstadtkinder ein ganzjährig geöffnetes Freizeitheim auf den Mainwasen am Sachsenhäuser Ufer, in dem für jeweils vier Wochen 40 Kinder aus den ärmsten Altstadtfamilien aufgenommen und betreut werden konnten. 1935 kam es zum Konflikt mit den Behörden, da Lübbecke sich weigerte, das Freizeitheim an die nationalsozialistischen Organisationen herauszugeben. Lübbecke wurde das Betreten des Römers verboten, die Altstadtfreunde mussten ihr Büro in das vereinseigene Haus Fürsteneck verlegen.
Nach der Zerstörung seines Lebenswerkes zog er nach Bad Homburg und verfasste zahlreiche Bücher über die untergegangene Frankfurter Altstadt, darunter (mit Georg Hartmann) den Bildband Alt Frankfurt – ein Vermächtnis (1950), die topographische Beschreibung Das Antlitz der Stadt (1952) und die Monographie über Das Palais Thurn und Taxis zu Frankfurt am Main (1955). Noch 1944 war Lübbecke von der Stadt beauftragt worden, die Niederlegung stadtgeschichtlich oder sonstwie wertvoller Bauten zu verhüten. Nach Kriegsende wurde er der Stadtkanzlei zugeteilt, um den Wiederaufbau der Paulskirche und die Jahrhundertfeier der Frankfurter Nationalversammlung vorzubereiten. Lübbecke trat für die teilweise Restaurierung der Altstadt ein, was ihn in Konflikt mit den Wiederaufbauplänen der Stadt brachte. Deshalb trat er im Oktober 1947 auf eigenen Wunsch in den vorzeitigen Ruhestand. Er blieb bis zu seinem Tode 1965 Vorsitzender des Altstadtbundes und Mitglied der Frankfurter Historischen Kommission. Sein Grab befindet sich auf dem Waldfriedhof in Bad Homburg.

## Ehrungen
Die Stadt Bad Homburg widmete ihm den Fried-Lübbecke-Platz unweit seines letzten Wohnsitzes (Am Mühlberg 11).
Die Stadt Frankfurt würdigte sein Wirken, indem sie einen Platz in der Frankfurter Altstadt in Fried-Lübbecke-Anlage benannte. Hier steht auch der Schöppenbrunnen mit der Statue Franz I. des Künstlers und Bildhauers Johann Michael Datzerath von 1776. Weiterhin ist die Fried-Lübbecke-Grundschule in Alt-Eschersheim nach ihm benannt. 1959 würdigte ihn eine Bronzegussmedaille des Bundes tätiger Altstadtfreunde (von C. Wagner) als „Altstadtvater“. 1963 wurde ihm die Goetheplakette der Stadt Frankfurt am Main verliehen.
1983 widmeten ihm anlässlich seines 100. Geburtstags der Frankfurter Verein für Geschichte und Landeskunde (heute: Gesellschaft für Frankfurter Geschichte) und die Freunde Frankfurts (hervorgegangen aus dem 1922 von ihm gegründeten Bund tätiger Altstadtfreunde) den von Wolfgang Klötzer herausgegebenen und mit Zeichnungen von Richard Enders illustrierten Sammelband Die Frankfurter Altstadt. Eine Erinnerung. Enthalten ist auch ein von Fried Lübbecke geschriebener Lebenslauf aus dem Jahr 1962.

## Werke (Auswahl)
- Wilhelm Steinhausen, Bielefeld und Leipzig 1914.
- Die Plastik des deutschen Mittelalters, 2 Bände (Text- und Bildband), München 1922. Niederschlesische digitale Bibliothek

Lübbecke schrieb auch mehrere Bücher über Frankfurt und seine Umgebung, darunter
- Frankfurt am Main – Werkstatt Deutscher Einheit, Breidenstein Verlagsgesellschaft, 1938.
- Fünfhundert Jahre Buch und Druck in Frankfurt am Main, Frankfurt am Main, H. Cobet, 1948.
- Hanau. Stadt und Grafschaft, Köln, 1951.
- Das Antlitz der Stadt,  Frankfurt am Main, Kramer, 1952.
- Frankfurt am Main, Goethes Heimat,  Frankfurt am Main, Kramer, 1955.
- Kleines Vaterland. Homburg vor der Höhe, Frankfurt am Main. Kramer, 1956.
- Frankfurt am Main, Frankfurt am Main, Umschau Verlag, 1965, 6. Aufl.
- Der Muschelsaal (Autobiographie), Frankfurt am Main, Kramer, 1960.